# 少女の祈りIII
「少女の祈りIII」（しょうじょのいのりスリー）は、Acid Black Cherryの10枚目のシングル。2011年6月8日にmotorodから発売された。

## 概要
前作「Re:birth」から約10ヶ月ぶりのシングル。発売日が発表された当初は3月30日と予定されていたが、東北地方太平洋沖地震の影響で制作上の都合がつかないことにより6月8日に延期となった。
表題曲「少女の祈りIII」は、1stアルバム『BLACK LIST』に収録されている楽曲「少女の祈り」の続編となる楽曲になっている。タイトルについて、「II」ではなく「III」となったのは、実際に続編となる「II」は制作されていたが、yasu自身が歌詞に書いたことが現実で起こってしまったことから、新たに書き直し「III」となった。
今作は『初回生産限定盤』と『通常盤』の2種類が存在しておりそれぞれジャケットデザインが異なる。また『初回生産限定盤』には表題曲「少女の祈りIII」のPVとオフショットが収録されたDVDが付属しており、『通常盤』はCDのみとなる。今作の"Recreation Track"としてシャ乱Qの4枚目のシングル「上・京・物・語」のカバーが収録されている。

## 収録内容

### CD
1. 少女の祈りIII [5:02]
作詞・作曲・編曲：林保徳
2. 上・京・物・語【Recreation Track】 [4:28]
作詞：まこと、作曲：はたけ、編曲：松下のりよし

DVD（初回生産限定盤のみ）
1. 少女の祈りIII （Music Clip）
2. OFF SHOT